# بيبي فرنانديز تشيكا
بيبي فرنانديز تشيكا (بالإسبانية: Bibiana Fernández Chica)‏ هي مقدمة تلفزيونية ونجمة سينما ‏ ومغنية وممثلة إسبانية، ولدت في 13 فبراير 1954 في المغرب. بدأت مشوارها المهني سنة 1977.

## وصلات خارجية
- بيبي فرنانديز تشيكا على موقع IMDb (الإنجليزية)
- بيبي فرنانديز تشيكا على موقع ألو سيني (الفرنسية)
- بيبي فرنانديز تشيكا على موقع أول موفي (الإنجليزية)
- بيبي فرنانديز تشيكا على موقع أول موفي (الإنجليزية)
- بيبي فرنانديز تشيكا على موقع قاعدة بيانات الأفلام السويدية (السويدية)
- بيبي فرنانديز تشيكا على موقع أول ميوزيك (الإنجليزية)
- بيبي فرنانديز تشيكا على موقع ديسكوغز (الإنجليزية)
- بيبي فرنانديز تشيكا على موقع قاعدة بيانات الفيلم (الإنجليزية)
- بيبي فرنانديز تشيكا على موقع كينوبويسك (الروسية)